# 江戸相撲明和7年3月場所
江戸相撲明和7年3月場所（えどすもうめいわ7ねん3がつばしょ）は、明和7年（1770年）3月に開催された江戸相撲（大相撲の前身）の本場所。興行場所は芝西久保八幡神社。

## 幕内番付・星取表
| 東   | 東            | 東               | 番付      | 西             | 西        | 西   |
| 備考 | 成績          | 力士名           | 番付      | 力士名         | 成績      | 備考 |
| ---- | ------------- | ---------------- | --------- | -------------- | --------- | ---- |
|      | 1勝1敗6休     | 東森吉太夫       | 大関      | 達ヶ関森右エ門 | 3勝5休    |      |
|      | 5勝1分1預1休  | 出水川貞右エ門   | 関脇      | 関ノ戸億右エ門 | 7勝1分    |      |
|      | 4勝2敗2分     | 荒瀧吾太夫       | 小結      | 艫綱良助       | 6勝1敗1休 |      |
|      | 2勝5敗1分     | 松浦川源太左衛門 | 前頭筆頭  | 玉垣額之助     | 全休      |      |
|      | 1勝6敗1無勝負 | 入佐山定右エ門   | 前頭2枚目 | 戸田川鷲之助   | 3勝4敗1休 |      |
|      | 3勝4敗1休     | 外ヶ濱浪右エ門   | 前頭3枚目 | 大江嶋森右エ門 | 3勝5休    |      |

## 備考
- この時代の江戸相撲においては優勝力士という概念は存在していないが、後に定められた優勝制度を遡って準用することができる。本場所においては、関ノ戸が優勝相当となる。